# 福山市立女子短期大学
福山市立女子短期大学（ふくやましりつじょしたんきだいがく、英語: Fukuya City Junior College for Women）は、広島県福山市北本庄4-5-2に本部を置いていた日本の公立大学である。1963年に設置され、2012年に廃止された。

## 概観

### 大学全体
- 広島県福山市に所在した日本の公立短期大学で、設置主体は福山市[1]。
- 学校法人増川学園による私立福山女子短期大学として1963年に開学[2]。1974年より経営母体を福山市に移管される。最終的には生活学科と保育科の2学科[注 1]から成り立っていた。
- 2010年度の入学生を最後に[注釈 2]、2012年に短期大学としての使命を終える[注釈 3]。

### 建学の精神（校訓・理念・学是）
- 人間の「くらし」や「生き方」にかかわる学問を身につけ，「人間力」「社会力」「実践力」をもつ社会に有為な人材を育てることを教育目標としていた。

### 教育および研究
- 福山市立女子短期大学における教育
- 生活学科
  - 生活学専攻：衣食住に関する科目や教職を目指すための科目が含まれている「家庭生活」、主に食に関する科目を学ぶ「食環境」の各コースからなっていた。
  - 社会生活専攻：社会および経済生活に関する科目を主に学んでいた。
  - 生活福祉専攻：介護のスペシャリストを目指すためのカリキュラムが組まれていた。
  - 生活保健専攻：主に学校保健や養護に関する科目を学ぶ課程となっていた。
  - 生活創造専攻：「音楽」、「美術」、「環境デザイン」の各コースからなっていた。
- 保育科：附属幼稚園での「教育実習」も行なわれていた。

### 学風および特色
- 放送大学との単位互換制度が行われていた。
- 科目等履修生や留学生の受入れも行っていた。

## 沿革
- 1896年
  - 私塾翠栄社を創設[6]。
- 1951年
  - 3月9日 学校法人増川学園の設立が認可される[7]。
- 1963年
  - 1月21日 左記を以て文部省[注 2]より短期大学の設置が認可される[8]。
  - 4月1日 学校法人増川学園が私立福山女子短期大学（ふくやまじょしたんきだいがく) を以下の学科体制にて開学。
    - 家政科 入学定員50名
    - 保育科 入学定員50名

  - 5月1日 学生数[9]/定員
    - 家政科 42[注釈 4]/50
    - 保育科 34[注釈 4]/50
- 1967年
  - 4月1日 家政科の入学定員を50[10]→100[11]に増員[注 3]
  - 5月1日 学生数[14]/定員
    - 家政科 245[注釈 4]/150
    - 保育科 158[注釈 4]/100
- 1973年
  - 5月1日 学生数[15]/定員
    - 家政科 227[注釈 4]/200
    - 保育科 235[注釈 4]/100
- 1974年
  - 4月1日 福山市に運営を移管し、福山市立女子短期大学に改称[注 4]。
- 1975年
  - 5月1日 学生数[17]/定員
    - 家政科 171[注釈 4]/200
    - 保育科 166[注釈 4]/100
- 1990年
  - 4月1日 家政科を生活学科に名称を変更し以下の専攻課程を設置する[18]。
    - 生活学専攻 入学定員50名
    - 生活文化専攻 入学定員60名
    - 生活教養専攻 入学定員20名
    - 生活福祉専攻 入学定員30名

  - 5月1日 学生数[19]/定員
    - 生活学科 112[注釈 4]/160
    - 保育科 119[注釈 4]/100
- 1992年
  - 5月1日 学生数[注 5]/定員
    - 生活学科 349[注釈 4]/320
    - 保育科 110[注釈 4]/100
- 1999年
  - 5月1日 学生数[22]/定員
    - 生活学科 361[注釈 4]/320
    - 保育科 109[注釈 4]/M
- 2000年
  - 4月1日 この年度の入学生より従来の生活学科生活福祉専攻[注釈 5]を以下の専攻課程に改組開始[23]。
    - 生活保健専攻 入学定員30名[注釈 5]
    - 生活福祉専攻 入学定員30名[注 6]

  - 同 生活学科の一部専攻課程における入学定員を以下の通り変更する。
    - 生活学専攻 50→40
    - 生活文化専攻 60→40
- 2002年
  - 4月1日 この年度の入学生より生活学科の各専攻課程を以下の通り改組を開始する[24]。
    - 生活文化専攻→社会生活専攻
    - 生活教養専攻→生活創造専攻
- 2003年
  - 3月31日 上記の理由により、旧来の生活文化専攻、生活教養専攻を廃止とする[25]。
- 2010年
  - 4月1日 この年度で新入生の募集を終了[注釈 2]。
- 2012年
  - 6月6日 左記をもって正式に廃止となる[注釈 3]。

## 基礎データ

### 所在地
- 広島県福山市北本庄4-5-2[注釈 1]

### 当時の交通アクセス
- JR福塩線 備後本庄駅下車。

## 教育および研究

### 組織

#### 学科
- 生活学科
  - 生活学専攻 入学定員25名[注釈 6]
  - 社会生活専攻 入学定員40名[注釈 6]
  - 生活保健専攻 入学定員25名[注釈 6]
  - 生活創造専攻 入学定員40名[注釈 6]
  - 生活福祉専攻 入学定員30名[注釈 6]
- 保育科 入学定員50名[注釈 6]

#### 専攻科
- なし

#### 別科
- なし

##### 取得資格について
資格
- 保育士：保育科にて取得できた。大半の学生が取得していた。
- 介護福祉士：生活福祉専攻にて取得できた。
- 社会教育主事補：社会生活専攻にて取得できた。

受験資格
- フードスペシャリスト資格認定証：生活学専攻
- 二級建築士：生活創造専攻

教職課程
- 中学校教諭二種免許状
  - 家庭：生活学専攻
  - 保健：生活保健専攻
- 養護教諭二種免許状：生活保健専攻
- 幼稚園教諭二種免許状：保育科

#### 附属機関
- 研究教育公開センター
- サテライト会場

### 教育
- 現代的教育ニーズ取組支援プログラム
  - 「無形文化財を活用した教育プログラム」において2007年・2008年に採択された。これは、福山市の「二上りおどり」を題材にした「共生」のまちづくりをめざすことをねらいとしたものであった。

### 研究
- 『福山市立女子短期大学紀要』[27]。
- 『福山女子短期大学紀要』[28]

## 学生生活

### 部活動・クラブ活動・サークル活動
- 福山市立女子短期大学のクラブ活動
  - 体育系：合気道・ソフトボール・ダンス・卓球・バスケットボール・バドミントン・バレーボール・釣りほか
  - 文化系：茶道・華道・手話・吹奏楽・美術・ボランティア・ユースホステル・軽音楽・コンピューターほか

### 学園祭
- 福山市立女子短期大学の学園祭は「芦水祭」と呼ばれ、前日祭には球技大会も行なわれていた。

## 大学関係者と組織

### 大学関係者一覧
- 村上正名（歴史学 教授）

## 施設

### キャンパス
- 1号館・2号館・3号館・4号館・5号館・6号館・体育館・図書館・グラウンドほか駐車場が存在した[29]。

### 寮
- 福山市立女子短期大学には「芦水寮」と称した学生寮が、キャンパスの東側に存在した。そこでは、「七夕会」・「クリスマス会」・「歓送会」などの寮イベントが行われていた[29]。

## 対外関係

### 他大学との協定
- 放送大学：単位互換制度が行われていた。

## 社会との関わり
- 地域文化を紹介する劇・遊びなどの出前講演による子育て支援と地域理解促進事業を行っていた。

## 卒業後の進路について

### 編入学･進学実績
- 生活学科
  - 生活学専攻：山口県立大学・くらしき作陽大学・美作大学・広島女学院大学・徳島文理大学ほか
  - 社会生活専攻：島根大学・立命館大学・福山平成大学・安田女子大学・鹿児島純心女子大学ほか
  - 生活福祉専攻：川崎医療福祉大学・広島国際大学ほか
  - 生活保健専攻：園田学園女子大学ほか
  - 生活創造専攻：武蔵野美術大学・京都精華大学・大阪芸術大学ほか
- 保育科：佛教大学ほか

## 附属学校
- 福山市立女子短期大学附属幼稚園：市道を隔てた隣接地に設置されていた。（2011年4月より「福山市立大学附属幼稚園」へ名称変更）